# Simon Gregorčič (mlajši)
Simon Gregorčič, slovenski rimskokatoliški duhovnik in prevajalec, * 10. september 1856, Libušnje, † 2. oktober 1917, Ljubljana.

## Življenje in delo
Gimnazijo in bogoslovje je končal v Gorici. Kot kaplan je služboval v Kobaridu (1880-1883), bil nato vikar v Trenti (1883-1885) in Logu pod Mangartom (1885-1893). Tu se je skupaj z občinskimi možmi odločno postavil v bran proti nemškemu prodiranju čez Predil. Naslednje delavno mesto je dobil v Sedlu pri Kobaridu, od 1909 pa je služboval v Avčah. Med 1. svetovno vojno je živel v velikem pomanjkanju in strahu, zaradi česar se mu je omračil um. Umrl je v bolnišnici v Ljubljani. Znal je več jezikov (češko, poljsko, lužiško-srbsko in srbohrvaško). Ko je Andrej Gabršček v začetku 90-tih let 19. stoletja začel izdajati Slovansko knjižnico in kmalu za tem še Knjižnico za mladino je potreboval več prevajalcev, veščih predvsem slovanskih jezikov. V teh zbirkah je s prevodi sodeloval tudi Gregorčič.